# Anders Laurell
Anders Laurell, född 29 november 1878, död 10 januari 1959, var en svensk industriman. Han var son till Edward Laurell.
Laurell, som ursprungligen tjänstgjorde under sin far vid Graningeverken, hade olika befattningar i Skönviks AB 1901–26. Han var verkställande direktör för Holmsunds AB 1926–31 och för Bergvik & Ala Nya AB i Söderhamn 1931–41. Han var ordförande i styrelsen för Ljusne och Voxna älvars flottningsförening till 1941 samt styrelseledamot i Svenska trävaruexportföreningen.